# Буревестник (хоккейный клуб, Екатеринбург)
«Буревестник» Екатеринбург — команда по хоккею с шайбой из города Екатеринбург. Основан в 2011 году. Выступал в Российской хоккейной лиге. Домашние матчи проводил в Ледовом дворце спорта «Уралец» в Екатеринбурге, вмещающем 5570 зрителей. В 2014 году был расформирован в связи с финансовыми проблемами.